# Tú, yo, nosotros
Tú, yo, nosotros es una película mexicana dirigida por un cineasta distinto para cada segmento del filme: Gonzalo Martínez Ortega, Juan Manuel Torres y Jorge Fons. La película se estrenó en 1972, siendo el último cuento, "Nosotros", el más reconocido entre los tres. La cinta tiene como protagonistas a los primeros actores Rita Macedo y Sergio Jiménez.

## Argumento
Tú, yo, nosotros se desarrolla en tres cuentos. En el primero, Tú, Silvia, una mujer de 38 años, madre de Nadia y de Carlos, esposa de Carlos, vive infeliz en su matrimonio debido a que no olvida a su viejo amor Octavio, un pintor al que ella despreció antes de casarse y que partió al extranjero. Además de tener una tensa relación por los celos de su marido, su relación con su hija tampoco es buena, y menos cuando ella decide mudarse. Sin embargo, la esperanza vuelve a ella cuando Octavio vuelve a la ciudad y ella decide verlo. El segundo cuento, Yo, trata la historia de Julián, un joven piloto fumigador que vuelve a la ciudad tras la muerte de su madre, busca a Nadia, su vieja amiga y amante, y pasa la noche con ella.  El padre de Julián le confiesa que su madre guardó el dinero que él le enviaba, para que pudiera concluir sus estudios en arquitectura. En el tercer capítulo, Nosotros, Julián se convierte en el amante de la madre de Nadia, Silvia. La pasión entre ambos es tan intensa como agobiante, sobre todo cuando Silvia nota el extraño temperamento de su joven novio. Finalmente, Carlos pretende llevarse de vuelta a su esposa y mata a Julián cuando trata de impedirlo. La película acaba con Silvia dándole de comer al minusválido padre de Julián, en alusión al traspaso de roles luego de la muerte de su amado.

## Producción
Fue la primera producción de la Cinematográfica Marco Polo, a cargo de Gonzalo Martínez, quien fue también el director de la película. Contó como consejero de producción con Sergio Olhovich y Luis Carrión y como jefe de producción a José Alfonso Chavira.
El rodaje comenzó el 23 de noviembre de 1970 en los Estudios Churubusco y otras locaciones del Distrito Federal.

### Dirección
- Tú.  Gonzalo Martínez Ortega
- Yo. Juan Manuel Torres
- Nosotros. Jorge Fons

### Reparto
- Carlos Ancira interpreta a Carlos Cortés, esposo de Silvia, un personaje que de acuerdo con la crítica de la época, es de carácter burlón y travieso.
- Rita Macedo interpreta a Silvia, esposa de Carlos Cortés. Consiguió la mirada del público pues interpreta a una mujer de una intensidad perturbadora, la cual pudo colocar a la actriz en un encasillamiento del personaje.
- Guillermo Murray interpreta a Octavio, pintor y amante de Silvia que había sido rechazado por ella antes de su matrimonio con Carlos.
- Sergio Jiménez interpreta a Julián Enríquez, joven piloto que regresa a la ciudad tras la muerte de su madre y en búsqueda de su exnovia, Nadia.
- Julissa interpreta a Nadia. Trabaja como cantante en un cabaret.
- Pancho Córdova interpreta al padre de Julián. Es un hombre paralítico.

### Música
La película cuenta con obras de Manuel Enríquez, así como canciones interpretadas por Agustín Lara y otros.

## Estreno y crítica
La cinta se preestrenó el 8 de noviembre de 1971 en el Cine Orfeón y el 17 de febrero de 1972 se estrenó en el Cine Variedades.
De acuerdo con La revista mexicana de cultura, esta película demostró la madurez del cineasta Gonzalo Martínez y su capacidad de transmitir mensajes de mayor intensidad de los que se esperaba, lo que consiguió un respeto por sus personajes, ya que la sociedad miró de manera entrañable y respetuosa a cada uno de ellos. La obra logró integrar una estructura eficaz y coherencia en su relato.
Por otro lado, otros medios tales como la revista Historia documental del cine mexicano, consideraron la participación del director Gonzalo Martínez, como un impacto negativo para la obra fílmica.  Esta revista compara la producción con una carrera de relevos, pues fueron tres directores con los que contaron cada una de las etapas de la historia.

## Premios y reconocimientos

### Premio Ariel(1972)
| Categoría                   | Persona                                               | Resultado |
| --------------------------- | ----------------------------------------------------- | --------- |
| Mejor Película              | Mejor Película                                        | Nominada  |
| Mejor Director              | Jorge Fons                                            | Ganador   |
| Mejor Actor                 | Sergio Jiménez                                        | Nominado  |
| Mejor Actriz                | Rita Macedo                                           | Ganadora  |
| Mejor Actriz                | Julissa                                               | Nominada  |
| Mejor Coactuación Masculina | Pancho Córdova                                        | Ganador   |
| Mejor Guion Cinematográfico | Gonzalo Martínez Ortega Jorge Fons Juan Manuel Torres | Nominados |
| Mejor Argumento Original    | Gonzalo Martínez Ortega Jorge Fons Juan Manuel Torres | Nominados |

### Festival Internacional de Cine de Panamá
- 1971 : Sergio Jiménez Mejor Actor